# لیک مری (کالیفرنیا)
لیک مری (به انگلیسی: Lake Mary) یک منطقهٔ مسکونی در ایالات متحده آمریکا است که در شهرستان مونو، کالیفرنیا واقع شده‌است. لیک مری ۲٬۷۳۳ متر بالاتر از سطح دریا واقع شده‌است.